# Наш малыш
Наш малыш (англ. Our Kid) — британский комедийно-драматический фильм 2023 года режиссёра Шона Кронина с Дэниелом П. Льюисом, Поппи Джей Хьюз, Лиэнн Бест, Коннором Макинтайром и Рикки Томлинсоном в главных ролях.

## Сюжет
Фильм о рабочей семье Рейлли, проживающей в Ливерпуле. Дочь семьи — Лора Рейлли, двенадцатилетняя девочка, мечтающая профессионально заниматься футболом. Хотя у Лоры много кумиров среди футболистов, её самый большой герой — её старший брат Томас. Его вдохновляющее стремление собрать деньги на благотворительность посредством спонсируемого велопробега, одновременно преодолевая трудности, с которыми он сталкивается из-за своего церебрального паралича, показывает Лоре и всему сообществу, чего можно добиться с помощью решимости и настойчивости.

## В ролях
- Дэниел П. Льюис — Томас Рейлли
- Поппи Джей Хьюз — Лора Рейлли
- Лиэнн Бест[англ.] — Сара
- Коннор Макинтайр[англ.] — Джон Рейлли
- Рикки Томлинсон — Фил Рейлли
- Луи Эмерик — Такер
- Марк Мораган[англ.] — Марк Парротт
- Джон Макардл[англ.] — Алан Рейлли
- Аманда Клэпхэм[англ.] — Эмили
- Анджела Диксон — мисс Саммерс
- Шарон Байетт[англ.] — Трейси Рейлли
- Крис Парротт — Ронни
- Стив О’Киф — Слим
- Джейк Абрахам[англ.] — Карл

## Производство
Фильм основан на короткометражном фильме 2016 года «Томас». Некоторые сцены фильма снимались на стадионе «Прентон Парк» футбольной команды «Транмир Роверс». 

## Выпуск и критика
Премьера фильма состоялась на кинофестивале Rain Dance в Лондоне в октябре 2023 года. Один из рецензентов заявил, что фильм представляет собой «прекрасное сочетание комедии и эмоциональной драмы, которое переносит нас в жизнь семьи Рейлли в Ливерпуле, которая, безусловно, переживает нелёгкие времена». Другой рецензент описал фильм как «потрясающее катание на американских горках» и похвалил выдающуюся игру Дэниела П. Льюиса и Поппи Джей Хьюз.